# Precariobelasting
Onder de naam precariobelasting of precariorechten kan door een Nederlandse gemeente of een openbaar lichaam BES een belasting worden geheven ter zake van het hebben van voorwerpen onder, op of boven voor de openbare dienst bestemde gemeentegrond, provinciegrond (artikel 228 Gemeentewet en artikel 222c Provinciewet) of grond van het openbaar lichaam (artikel 60 FinBES). 
- Op de openbare grond bevinden zich een winkeluitstalling, een caféterras en allerlei andere voorwerpen die op straat te vinden zijn.
- Minder bekend is dat ook voor objecten boven de grond de belasting is verschuldigd. Het gaat hier om erkers in een bovenverdieping, balkons, luifels, uithangborden en andere uitbouwsels.
- Onder de openbare grond gaat het om pijpleidingen, elektriciteitsleidingen, buizen en funderingen.

Precariobelasting heeft indirect gevolgen voor de prijzen van geleverde goederen en diensten zoals drinkwater en elektriciteit. In 2017 werd besloten de precariobelasting voor ondergrondse leidingen af te schaffen. Er was een overgangsperiode van vijf jaar en op 1 januari 2022 is de precariobelasting hiervoor afgeschaft.

## Gemeentelijke of eilandbelastingverordening
Voor het antwoord op vragen als wie geldt als de belastingplichtige, wat het voorwerp is van de belasting, wat het belastbare feit is, wat de heffingsmaatstaf is en het tarief, dient de belastingverordening van de betreffende gemeente of openbaar lichaam te worden geraadpleegd (artikel 217 Gemeentewet of artikel 41 FinBES). 

## Elektrische auto's
Precariobelasting kan een probleem zijn voor bezitters van elektrische auto's. Wie een eigen carport of garage heeft, kan daarin een laadpaal plaatsen, maar dat is niet zonder meer mogelijk als de auto op de openbare weg geparkeerd is. 